# Junior Eldstål
Junior Gunnar Putera Eldstål (* 16. September 1991 in Kota Kinabalu) ist ein malaysisch-schwedischer Fußballspieler.

## Karriere

### Verein
Junior Eldstål erlernte das Fußballspielen in den englischen Jugendmannschaften von Aldershot Town und dem Farnborough FC. Seinen ersten Vertrag unterschrieb er 2012 beim Slimbridge AFC in Slimbridge. Im April 2013 wechselte er nach Malaysia, wo er sich dem Sarawak FA anschloss. Der Verein spielte in der zweiten Liga des Landes, der Malaysia Premier League. 2013 wurde er mit dem Verein Meister und stieg in die erste Liga auf. Im Oktober 2014 wechselte er zum Ligakonkurrenten Johor Darul Ta’zim FC nach Pasir Gudang. 2015, 2016 und 2017 wurde er mit Johor malaysischer Meister. Den Malaysia FA Cup gewann er 2016, den Malaysia Cup 2017. Die Piala Sumbangsih gewann er 2015 und 2016. Sein größter Erfolg war der Gewinn des AFC Cup 2015. Das Endspiel gegen den FC Istiklol gewann man mit 1:0. Die Saison 2018 spielte er auf Leihbasis bei Zweitligisten Johor Darul Ta'zim II FC. Von Januar 2019 bis Februar 2019 war er vertrags- und vereinslos. Im März 2019 nahm ihn der englische Verein Metropolitan Police FC unter Vertrag. Der Verein aus Molesey spielte in der Southern Football League. Im Januar 2021 wechselte er nach Thailand. Hier unterschrieb er einen Vertrag beim Chonburi FC. Der Verein aus Chonburi spielte in der ersten Liga des Landes, der Thai League. Für die Sharks absolvierte er 32 Erstligaspiele. Nachdem nach der Saison 2021/22 sein Vertrag nicht verlängert worden war, unterschrieb er im Juli 2022 einen Vertrag beim malaysischen Erstligisten Johor Darul Ta’zim FC. Dort kam er bis zum Saisonende allerdings zu keinem Einsatz. Im Januar 2023 ging er wieder nach Thailand, wo er einen Vertrag beim Erstligisten PT Prachuap FC unterschrieb.

### Nationalmannschaft
Junior Eldstål spielt seit 2014 für die malaysischen A-Nationalmannschaft und absolvierte bisher 18 Partien. Mit der Auswahl nahm er an der Südostasienmeisterschaft 2021 teil und schied dort in der Gruppenphase aus.

## Erfolge
Sarawak FA
- Malaysischer Zweitligameister: 2013

Johor Darul Ta’zim FC
- Malaysischer Meister: 2015, 2016, 2017
- Malaysia Cup: 2017
- Malaysia FA Cup: 2016
- Piala Sumbangsih: 2015, 2016
- AFC-Cup-Sieger: 2015